# Duganella vulcania
Duganella vulcania es una bacteria gramnegativa del género Duganella. Fue descrita en el año 2022. Su etimología hace referencia a Vulcano, dios del fuego. Es aerobia y móvil por varios flagelos. Tiene un tamaño de 0,8-0,9 μm de ancho por 1,6-2,5 μm de largo. Forma colonias duras, rugosas y de color violeta o cremoso, ya que produce el pigmento violaceína. Temperatura de crecimiento entre 4-34 °C, óptima de 24 °C. Catalasa y oxidasa positivas. Es sensible a los antibióticos: amikacina, gentamicina, kanamicina, neomicina, doxiciclina, norfloxacino, ciprofloxacino y vancomicina. Resistente a oxacilina y clindamicina. Tiene un genoma de 7,68 Mpb y un contenido de G+C de 64,2%. Se ha aislado de un río en China. 